# فيريرو البرتي
فيريرو البرتي (بالإيطالية: Ferrero Alberti)‏ (و. 1909 – 1990 م) هو لاعب كرة قدم، ومدرب كرة قدم، من إيطاليا، ولد في روما، توفي عن عمر يناهز 81 عاماً.